# Prins Clauspark
Het Prins Clauspark is een park in de wijk Veerallee in de Nederlandse stad Zwolle. Het ligt, praktisch gezien, tussen de wijk Veerallee en de snelweg A28 in.
Het park is aangelegd in de jaren zestig en werd geopend in 1977. Het is een langgerekt park, met hoogteverschillen. Door de dichte begroeiing wordt de indruk gewekt dat men van de stad weg is.
Archenaultplantsoen · Azaleapark · Badhuiswal - Noordereiland · Broerenkerkplein · De Dobbe · Engelse Werk · Groen assenkruis Holtenbroek · Ittersumerpark · Van Nahuysplein · Nooterhof · Oldenelerpark · Park Aa-landen · Park Eekhout · Park Gerenbroek · Park Gerenlanden · Park Hogenkamp · Park Ittersumerlanden · Park de Wezenlanden · Ter Pelkwijkpark · Twistvlietpark · Potgietersingel · Prins Clauspark · Schellerpark · Stinspark · Oude Weteringzone · Wijkpark Berkum · Zwarte waterpark Holtenbroek · Zwarte waterpark Stadshagen